# Krasimir Wyłczew
Krasimir Wyłczew, bułg. Красимир Вълчев (ur. 9 czerwca 1975 w Sofii) – bułgarski ekonomista i urzędnik państwowy, w latach 2017–2021 i od 2025 minister edukacji i nauki.

## Życiorys
Absolwent finansów publicznych na Uniwersytecie Ekonomicznym w Warnie. Kształcił się także w zakresie zarządzania finansami na Duke University. Od 2002 był urzędnikiem w resorcie finansów, od 2003 pracował jako ekspert w departamencie wydatków państwowych. Od września 2009 do lutego 2017 pełnił funkcję sekretarza generalnego ministerstwa edukacji i nauki. W kwietniu 2017 został dyrektorem departamentu w ministerstwie finansów.
W maju 2017 otrzymał nominację na ministra edukacji i nauki w trzecim gabinecie Bojka Borisowa. Funkcję tę pełnił do maja 2021.
W kwietniu 2021 z ramienia partii GERB uzyskał mandat posła do Zgromadzenia Narodowego 45. kadencji. Z powodzeniem ubiegał się o reelekcję w kolejnych wyborach z lipca 2021, listopada 2021, października 2022, kwietnia 2023, czerwca 2024 i października 2024.
W styczniu 2025 ponownie został ministrem edukacji i nauki, wchodząc w skład nowo powołanego rządu Rosena Żelazkowa.